# Trapezites phigalioides
Trapezites phigalioides é uma espécie de borboleta da família Hesperiidae.